# Adana (pokrajina)
Pokrajina Adana je jedna od 81 turskih pokrajina (na turskom : il, u jednini, i illi u množini) smještena na jugozapadu Turske. 
Upravno središte pokrajine (na turskom : valiliği) istoimeni je grad Adana.
Ostali značajniji gradovi koji se nalaze u ovoj četvrtoj po naseljenosti pokrajini Turske su Yumurtalık (prije Ayas/Issus), Ceyhan, Seyhan, Yüreğir i Kozan (nekada Sis).
U ovoj je pokrajini smještena NATO-va zračna baza Incirlik.
Pokrajina Osmaniye je nekada bila sastavni dio pokrajine Adane.

## Etimologija
Postoje razne teorije o nastanku imena pokrajine (i grada). Najvjerojatnija je ona prema kojoj je područje ime dobilo prema hetitskoj zemlji Adaniyi, koja se nalazila u sklopu kraljevstva Kizzuwatna. 
Prema drugoj teoriji ime pokrajine izvedeno je od imena Adanusa, sina boga neba Urana iz grčke mitologije. Legenda kaže kako su Adanos i Sarus, dvoje Uranovih sinova, došli na mjesto blizu rijeke Seyhan i tamo sagradili grad Adanu. Pokrajina je u prošlosti bila poznata i pod imenom Cilicija. 
Prema jednom bitno drukčijem stajalištu, vjeruje se da je ime boga Adada (Tesupa) koji je obitavao u šumovitim područjima nadjenuto regiji koju oblikuju gorje Taurus i rijeka Seyhan. Adad je bio bog gromovnik u Hetita a Tesup kod sirijskih i mezopotamskih plemena. S obzirom na to da su ove skupine međusobno preuzimale i davale si ideje, imena i stilove pisanja, ova teorija također posjeduje visoki stupanj vjerojatnosti. Budući da je bog grmljavine donio kišu a kiša donijela obilje, ovaj je bog živio u ovoj regiji kao iznimno voljen i poštovan, te je u njegovu čast ona zvana Uru Adaniyya (= regija Ade).

## Zemljopis
Pokrajina Adana nalazi se u jugoistočnome dijelu južne Turske, južno od Taurusa. Okružuju ju pokrajine Mersin (prema zapadu), Hatay (prema jugoistoku), Osmaniye (prema istoku), Kahramanmaraş (prema sjeveroistoku) i Kayseri (prema sjeveru). Na jugu je omeđena Sredozemnim morem.
Površina pokrajine je 14 045,6 km².

## Stanovništvo
Prema popisu stanovnika iz 2000. pokrajina Adana ima 1 849 478 stanovnika, odnosno 131,68 st./km². U glavnome gradu Adani živi više od 60% ukupnog stanovništva pokrajine.
Prema procjeni za 2005. godinu pokrajinu nastanjuje 1 960 000 stanovnika.

## Upravna podjela
Pokrajinom upravlja namjesnik (na turskom: vali).
Pokrajina je podijeljena na 13 okruga (na turskom: ilçe, u jednini): 
- Aladağ
- Ceyhan
- Çukurova
- Feke
- İmamoğlu
- Karaisalı
- Karataş
- Kozan
- Pozantı
- Saimbeyli
- Sarıçam
- Seyhan
- Tufanbeyli
- Yumurtalik
- Yüreğir

## Vanjske poveznice
- Adana Valiliği (internetska stranica namjesništva pokrajine u Adani) (turski i engleski)
- Vremenska prognoza za Adanu (engleski)